# Baryceros albipes
Baryceros albipes là một loài tò vò trong họ Ichneumonidae.